# Normanichthys
Normanichthys is een monotypisch geslacht van straalvinnige vissen uit de familie van de normanichten (Normanichthyidae).

## Soort
- Normanichthys crockeri Clark, 1937